# الشكرة (الخرج)
الشكرة، هي قرية من فئة (ب) تقع في محافظة الخرج، والتابعة لمنطقة الرياض في السعودية. وتبعد الشكرة عن محافظة الخرج بمسافة تقارب () كم.